# Hôtel de Beauvau
Pour les articles homonymes, voir Beauvau.
L’hôtel de Beauvau est un ancien hôtel particulier (XVIIIe siècle) situé place Beauvau dans le 8e arrondissement de Paris, à proximité du palais de l'Élysée. Il abrite depuis 1861 le siège du ministère français de l'Intérieur. Un appartement de fonction y est mis à la disposition du ministre.
La protection du complexe ministériel, comprenant l'hôtel de Beauvau et plusieurs bâtiments annexes situés dans le quartier de la Madeleine, est assuré par le Service de la protection (SDLP), qui dépend de la Police nationale.

## Histoire
L'hôtel a été construit sur un ancien marais (au sens de terrain de culture maraîchère) ayant appartenu à la famille d'André Le Nôtre. Situé à proximité de l'hôtel d'Évreux (aujourd'hui palais de l'Élysée), ce marais fut acquis en 1729 par Pierre Camus, procureur au Parlement de Paris. À sa mort, son fils Armand-Gaston Camus (1740-1804), avocat au même parlement, octroya un bail à vie à Charles-Juste de Beauvau-Craon, ministre de la guerre sous Louis XVI et maréchal de France. À charge, pour Camus, d'édifier sur le domaine, un hôtel particulier dont la construction fut ordonnée et confiée à l'architecte Nicolas Le Camus de Mézières.
En 1770, le gros œuvre était achevé. Un péristyle dorique flanqué de deux pavillons d'entrée en arcades ouvrait sur le corps de logis principal, « haut d'un rez-de-chaussée et de deux étages carrés avec combles au-dessus ».
La mort du maréchal en 1793 laissa sa veuve Marie Charlotte de Rohan-Chabot (1729-1807) inconsolable, elle résilia le bail à vie en février 1795 pour permettre à Armand-Gaston Camus, ruiné, de le vendre, tout en restant locataire d'une partie jusqu'en 1799. L'hôtel de Beauvau fut racheté le 28 nivôse an 3 (17 janvier 1795) par les époux Besse qui le mirent en location. Il fut loué au "citoyen Beths", un Belge qui le convertit en un luxueux hôtel à l'enseigne du Prince de Galles. En 1807, les époux Debesse le revendirent au général Pierre Dupont de l'Étang, futur ministre de la guerre de Louis XVIII, qui, disgrâcié et endetté, ne l'occupa pas. La veuve de ce dernier revendit la demeure au banquier Ernest André en 1856, un an avant qu'il ne soit élu député du Gard.
André fit luxueusement restaurer le bâtiment par l'architecte Jean-Baptiste Pigny et acquit un terrain attenant au jardin de l'hôtel. En 1859, il céda le domaine à L'État. Celui-ci constituait un ensemble de 6 962 m2, avec trois entrées : la première place Beauvau, la seconde au 7 rue des Saussaies ; et la troisième au 41 rue de la Ville-l'Évêque.
Un éphémère ministre de l'Algérie et des Colonies s'y installa, créé spécialement par Napoléon III pour son cousin Napoléon Joseph Charles Paul Bonaparte (familièrement désigné par le fameux sobriquet « Plon-Plon »). Mais à peine Pigny, qui avait été maintenu en fonction à Beauvau, eut-il achevé le réaménagement des locaux pour le ministre et son cabinet, que le gouvernement général de l'Algérie fut rétabli à Alger en novembre 1860.
En février 1861, l'immeuble fut affecté au ministère de l’Intérieur, à l'époque situé 101 rue de Grenelle dans l'hôtel de Rothelin-Charolais (abritant depuis 2017 des services du Premier ministre, le porte-parolat du Gouvernement, les Relations avec le Parlement et l'Observatoire de la laïcité) qui était moins spacieux. Le cœur du dispositif administratif se rapprochait ainsi de la tête de l'État, l'Élysée. Succédant au secrétariat d'État à la maison du roi en 1790, le ministère de l'Intérieur résidait primitivement au Louvre. Pendant l’occupation parisienne par les Allemands pendant la Seconde Guerre mondiale, l’hôtel abrite des services de la Gestapo ; des interrogatoires de résistants ont lieu, mais la torture n’y est pas utilisée.

## Architecture
L'hôtel de Beauvau est le siège du ministère de l'Intérieur depuis 1861. Son administration s'est peu à peu étendue aux bâtiments alentour, le ministère formant désormais un pâté de maisons longeant toute la rue des Saussaies, la place du même nom et la rue Cambacérès.

### Grilles
Les grilles sont commandées en 1856 par le banquier César-Ernest André et réalisées par le serrurier Roy. Avant que cet ouvrage de ferronnerie ait été installé, le portique d'entrée était en pierre. Elles permettent d'accéder à une cour intérieure, où ont lieu les cérémonies officielles. Les grilles de l'hôtel de Beauvau sont gardées par un binôme composé d'un garde républicain de la Gendarmerie nationale et d'un fonctionnaire de la Police nationale, illustration de la réunion, sous la tutelle d'un seul ministère, des deux forces de police étatiques.

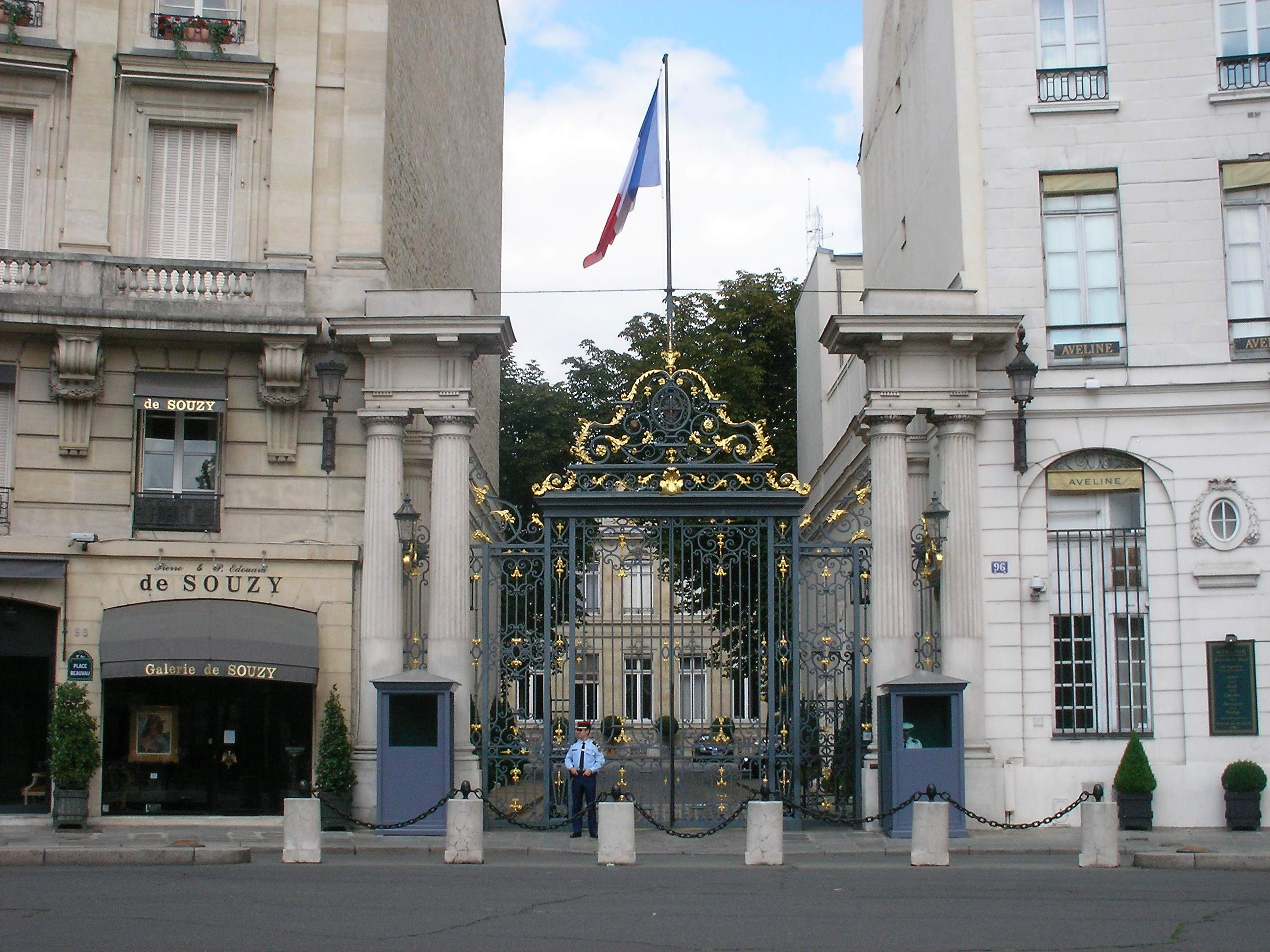
Grille de l'hôtel sur la place Beauvau.

### Escalier d'honneur
L'escalier d'honneur se trouve dans la première pièce accessible depuis l'escalier de la cour d'honneur, un hall de marbre rouge. Réalisé en 1859 par le marbrier Coquet et l’entrepreneur Laurent, il mène aux appartement du ministre (ceux-ci comportent un grand salon, deux salles à manger, une bibliothèque et plusieurs chambres dans le cas où le ministre souhaite y vivre avec sa famille),.

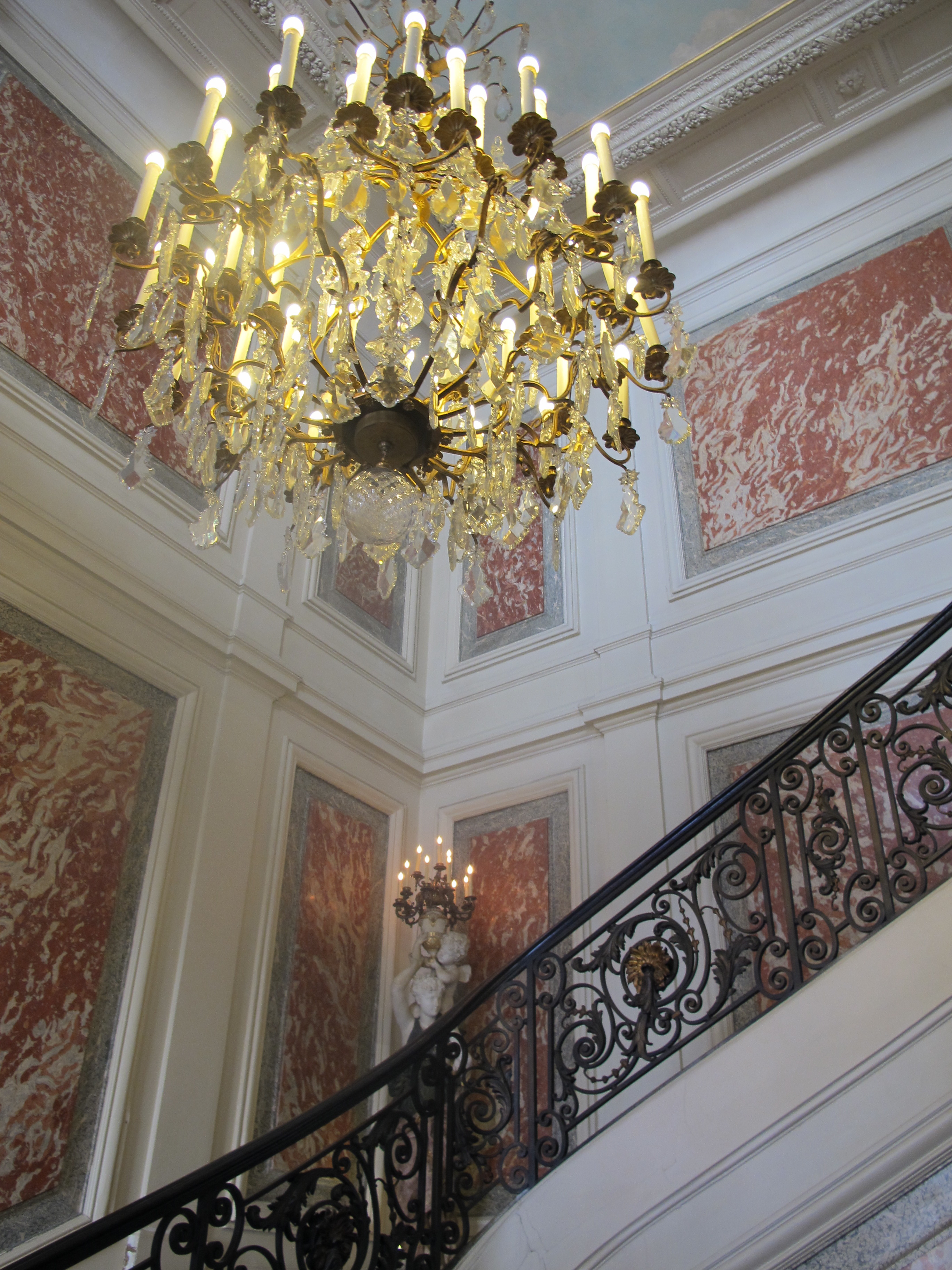
Escalier d'honneur.

### Antichambre
Située entre la pièce de l'escalier d'honneur et le salon du ministre, donc au rez-de-chaussée, elle abrite une huile sur toile de Charles-Henri Monvert, Le blanc, le gris, le noir, le blanc 1990/1991.

### Salon du ministre
Donnant sur les jardins, situé entre l'antichambre et le bureau du ministre, ce salon sert à recevoir les hôtes de celui-ci. Il abrite notamment une pendule à colonnes en marbre plan et bronze dorés d'époque Louis XVI, dont le cadran a été dessiné par Le Dunois.

### Bureau du ministre
La pièce de travail du ministre est ornée en son centre d'un bureau. Datant de 1812, il a été réalisé par les élèves de l'École impériale d'arts et métiers de Châlons-sur-Marne (actuellement Châlons-en-Champagne). De style Empire, il est en acajou, comportant un imposant plateau avec bronze et appliques dorées. Il aurait appartenu à l'archichancelier de l'Empire Jean-Jacques-Régis de Cambacérès, bien que celui-ci n'ait jamais été ministre de l'Intérieur. Le bureau du directeur de cabinet a été réalisé dans la même école.

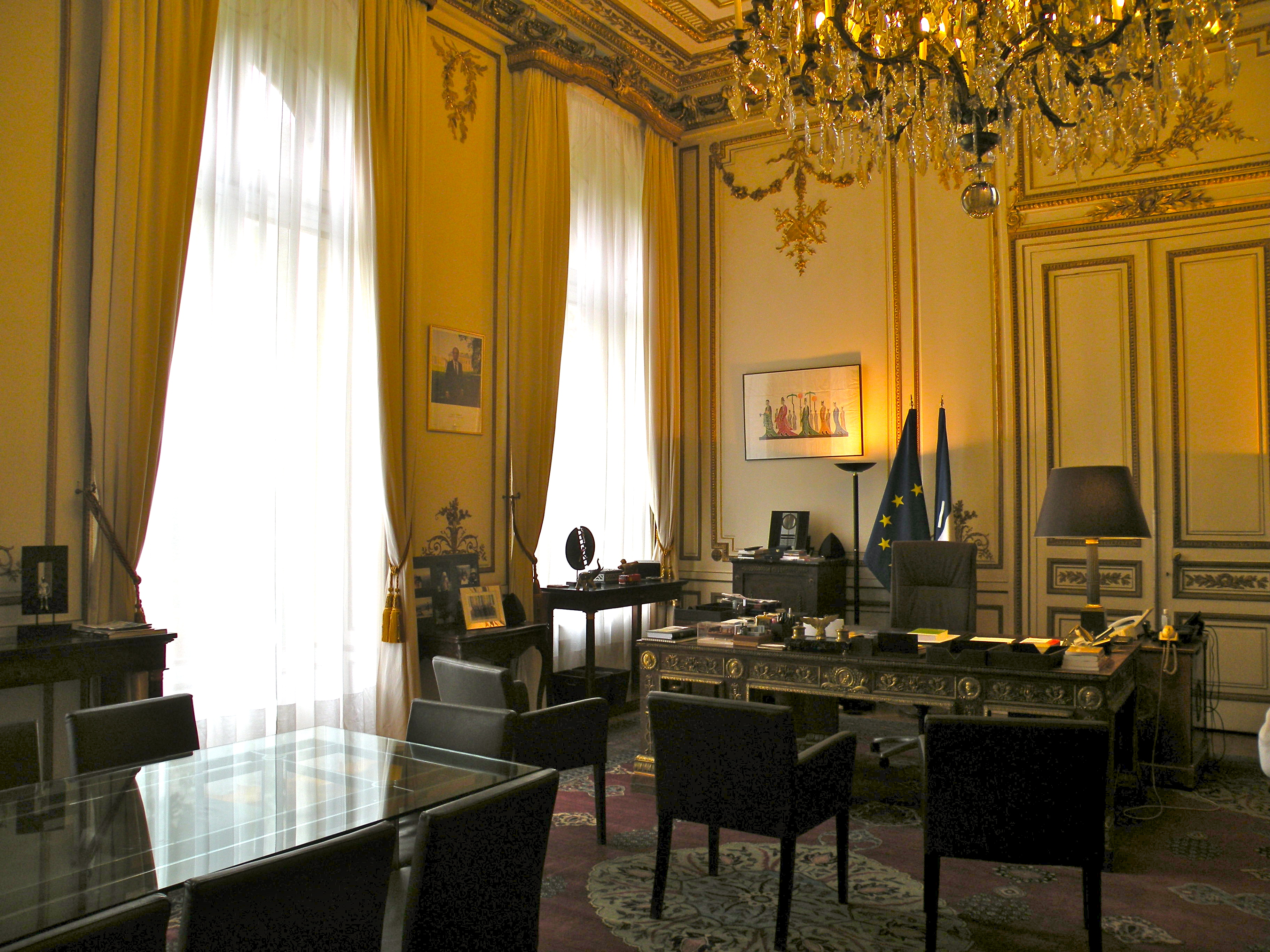
Bureau du ministre.
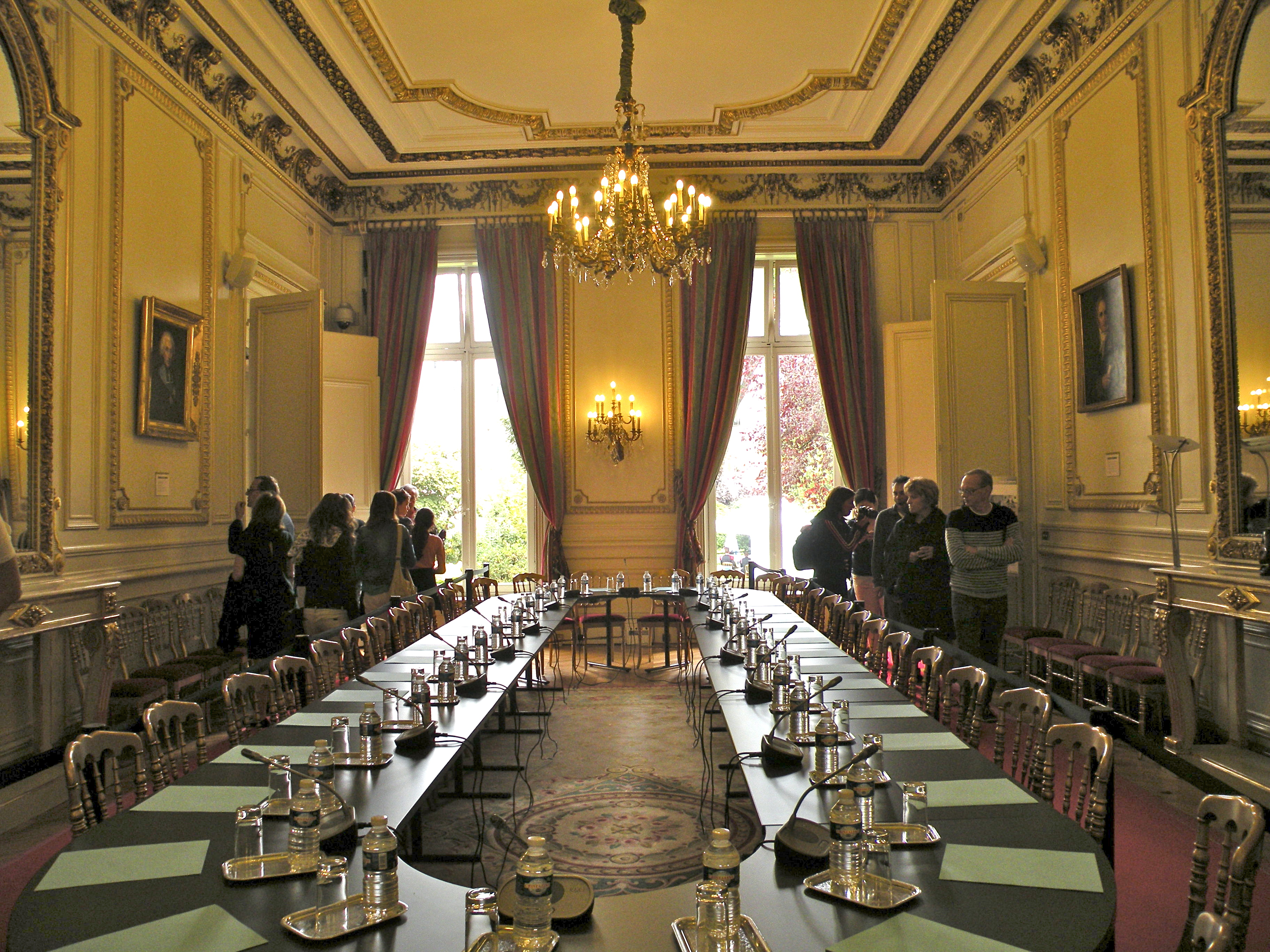
Salon Érignac.
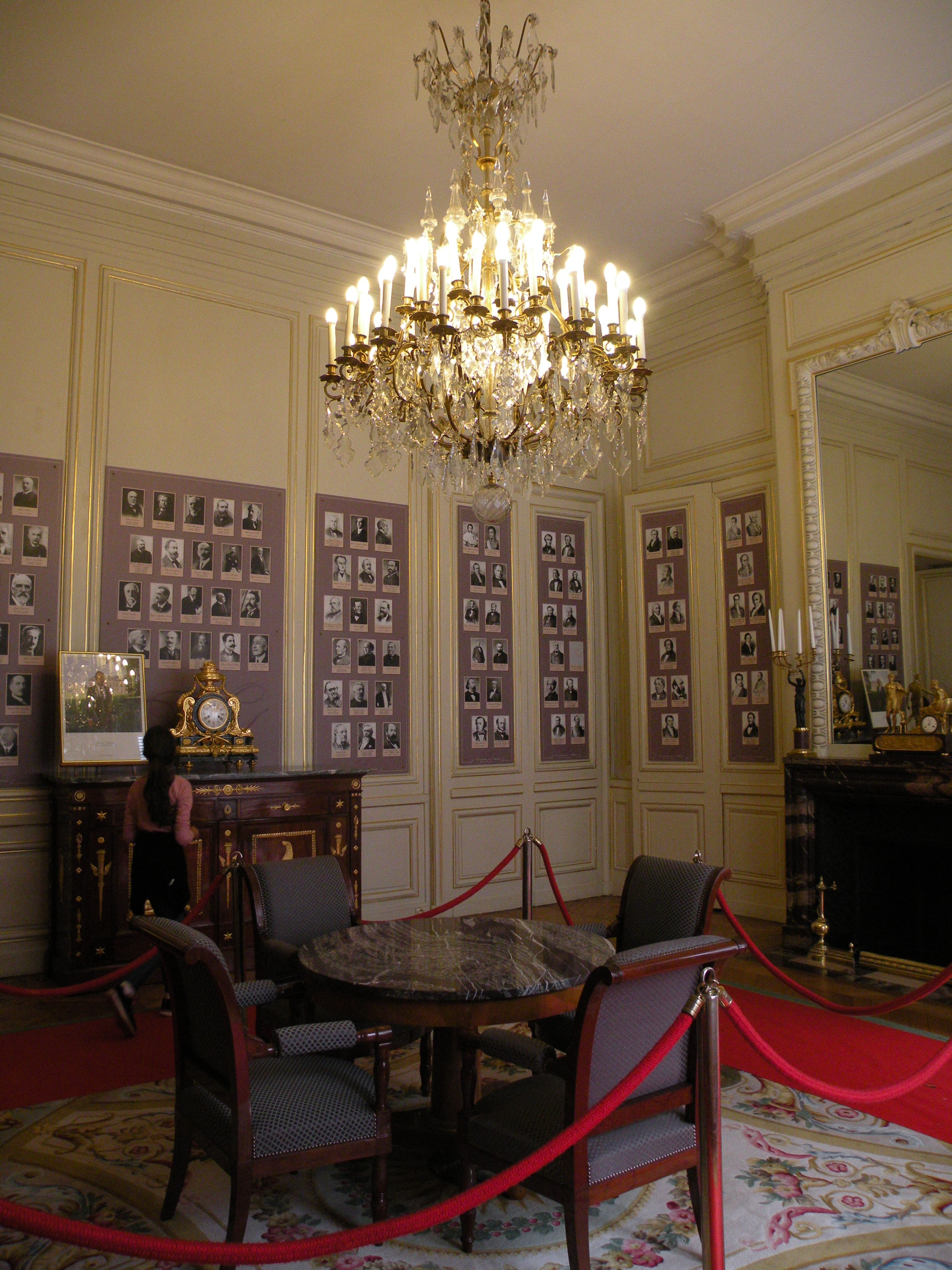
Antichambre.
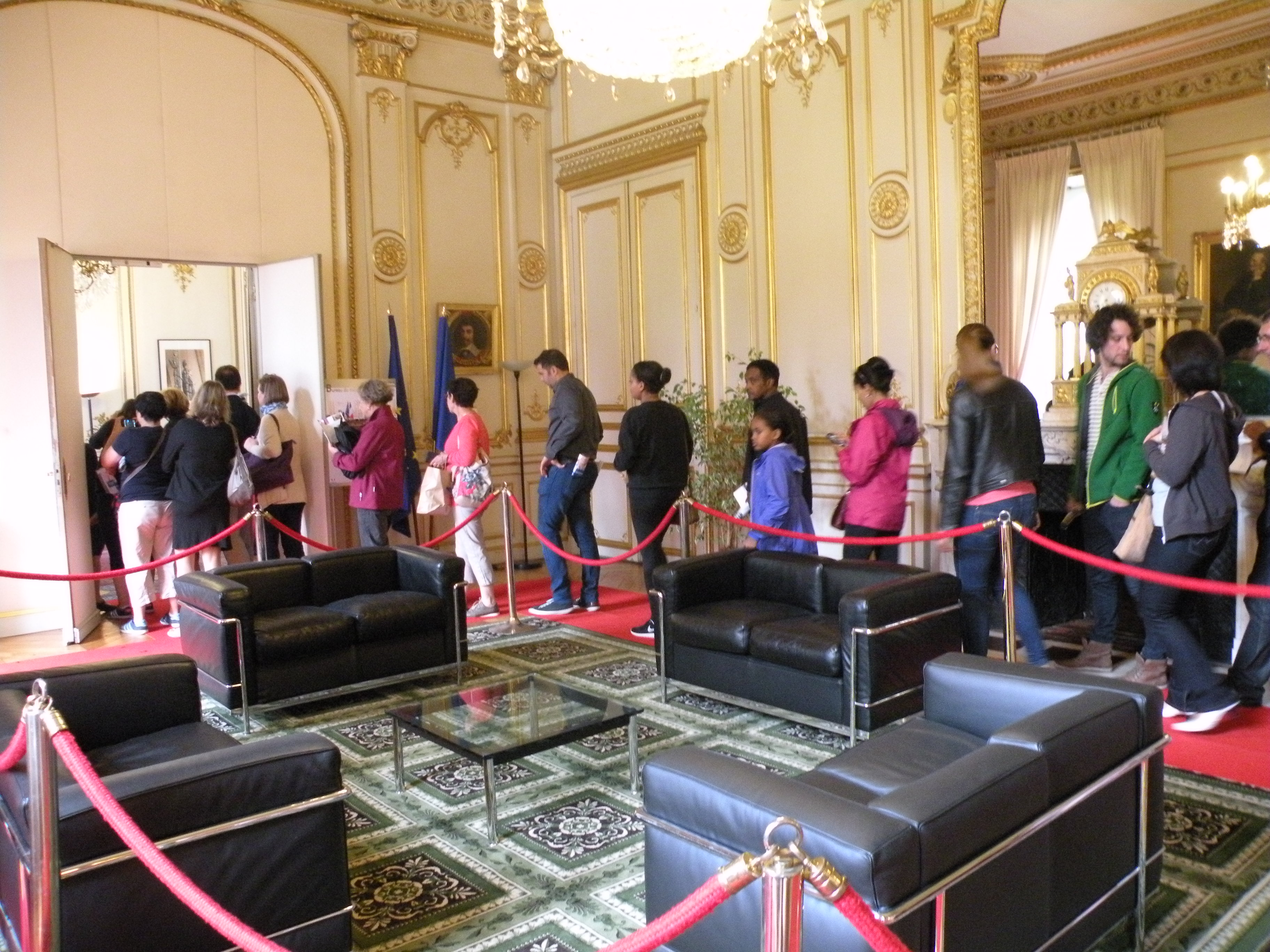
Salon du ministre.
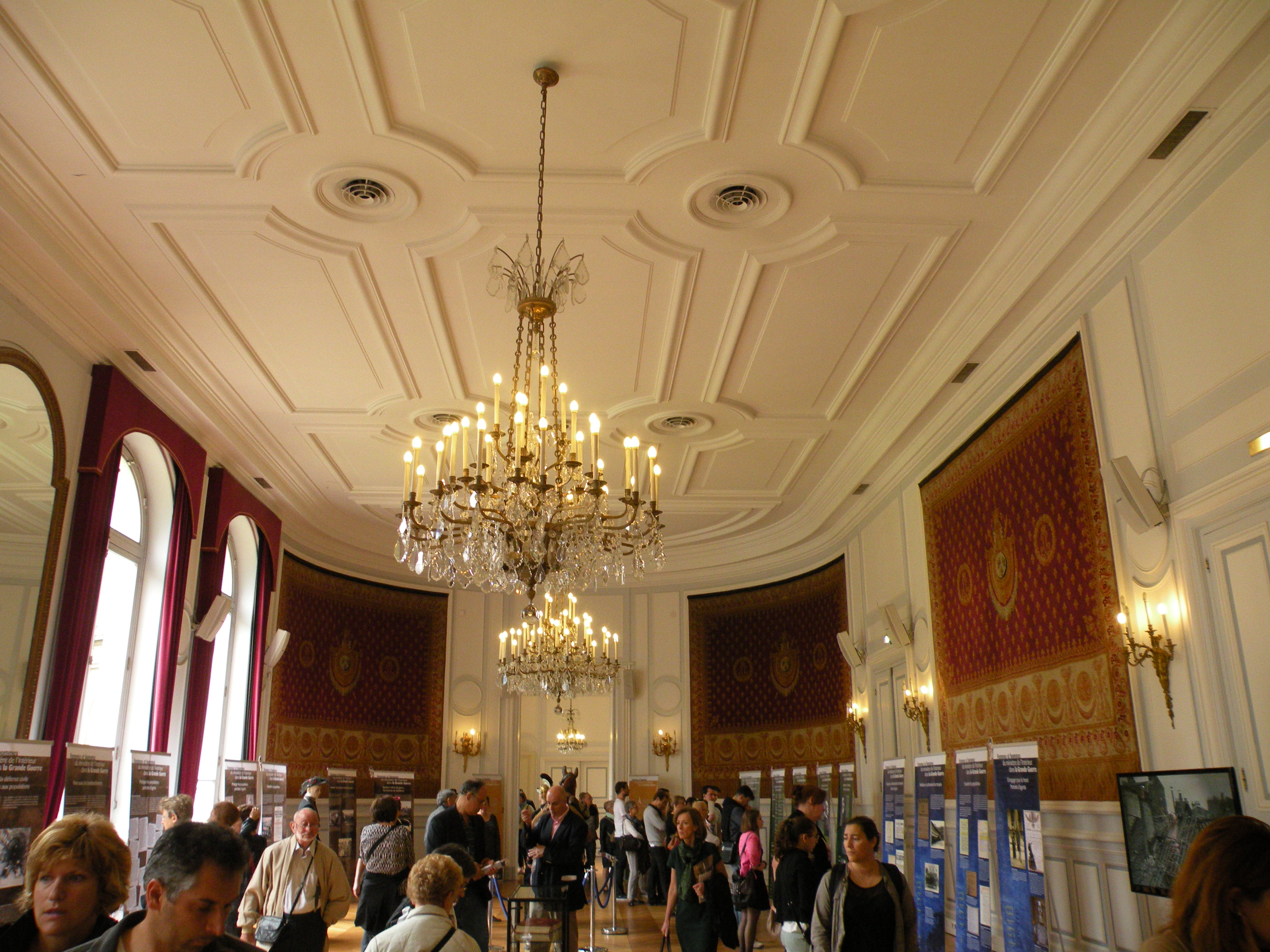
Salle des Fêtes.

### Salon Érignac
À l'origine le « salon vert », cette salle de réunion a été rebaptisée du nom du préfet Claude Érignac, assassiné en Corse en 1998. Il abrite « deux consoles en bois peint blanc, rechampies d'or, dessus de marbre blanc, de l'époque Restauration (1824) ».

### Galerie des portraits
Cette pièce abrite sur ses murs les portraits de tous les ministres de l'Intérieur de la France depuis Lucien Bonaparte, y compris ceux du régime de Vichy (dans d'autres ministères, ce n'est pas le cas). Lors des Journées du patrimoine, une copie des murs est présentée dans la salle des fêtes, du fait de la petitesse de la pièce.

### Salle des fêtes
Construite en 1900 par l’architecte Édouard Paulin, elle a bénéficié d'un crédit financier spécial ouvert lors de l'exposition universelle ayant lieu la même année à Paris. Sur les murs sont disposées d'immense tentures d'Abbeville, Le sacre de Charles X, des copies de celles tissées en 1824 lors du sacre du roi de France. Cette pièce est utilisée pour des réceptions, les vœux du ministre et les conférences de presse.

## Le jardin et le hall George-Sand
Comportant cinq côtés, le jardin est encadré, de gauche à droite, par la salle des fêtes, le salon Érignac, le salon du ministre, le bureau du ministre puis celui de son directeur de cabinet (au centre) et enfin par l'ancienne orangerie, transformée en bureau. Il comporte 413 arbres, plantés au XIXe siècle et en provenance des pépinière du château de Trianon (Versailles).

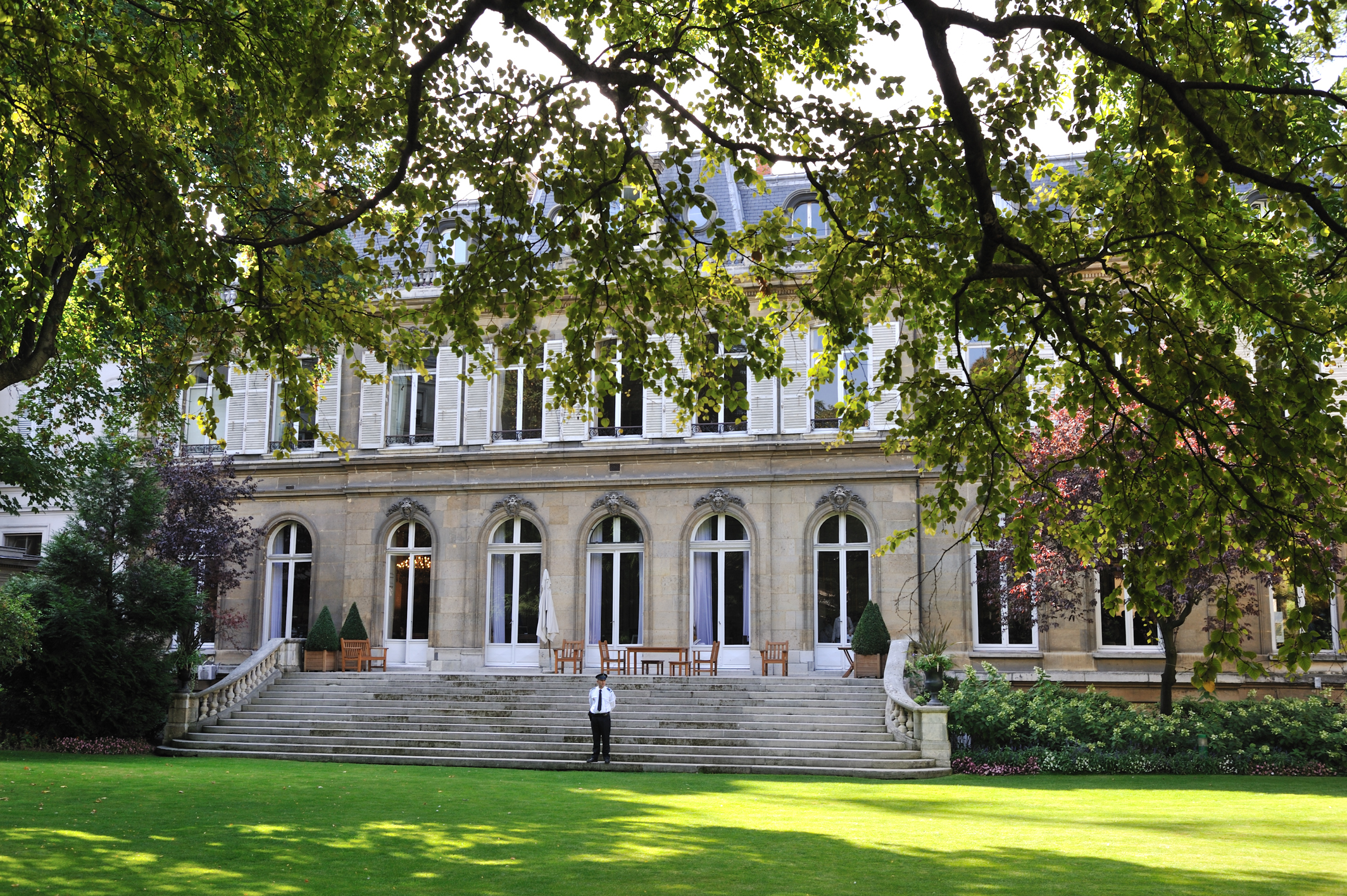
Terrasse de l'hôtel de Beauvau et arrière de l'hôtel.
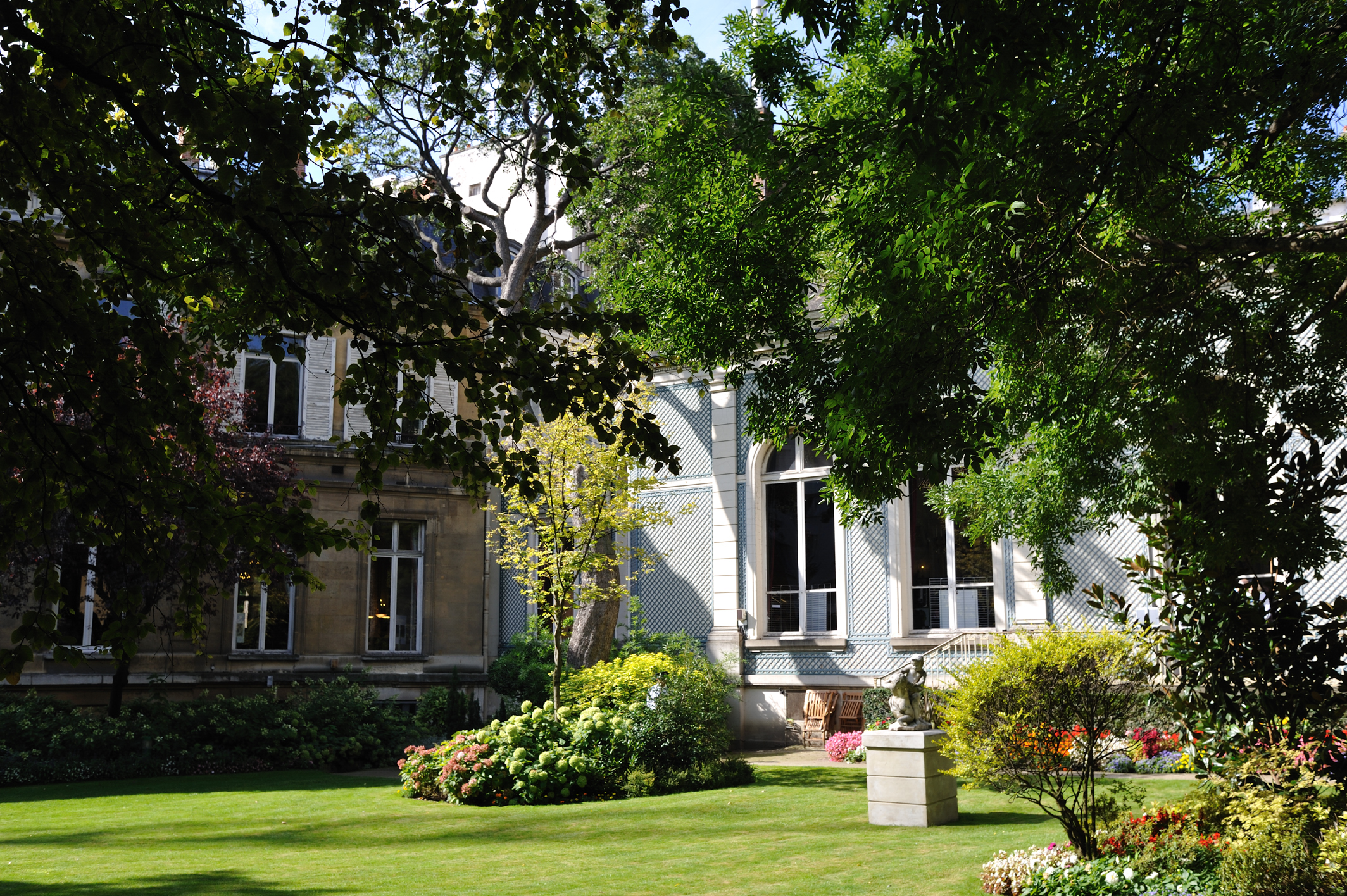
Jardin de l'hôtel de Beauvau.
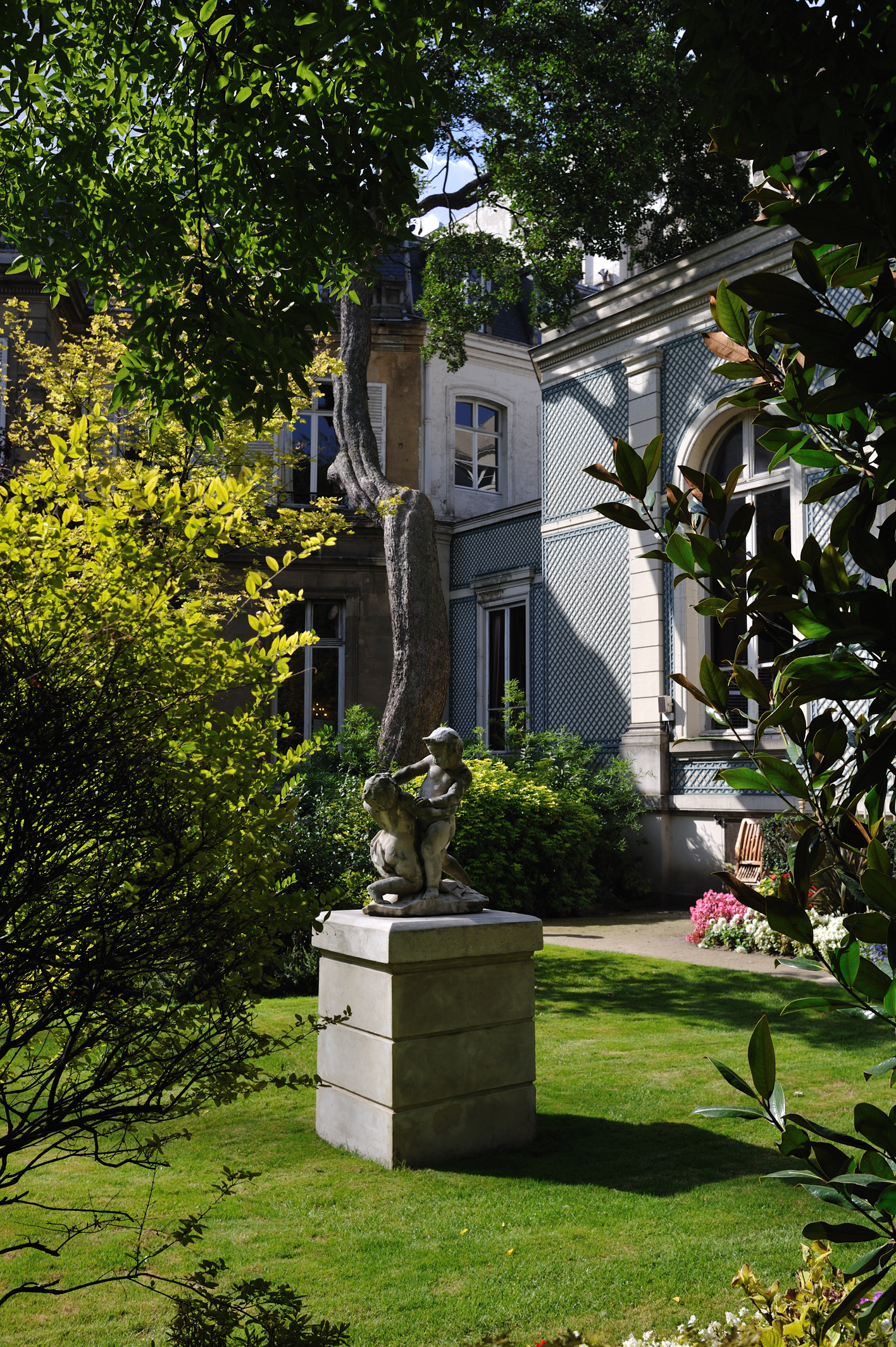
Statue dans les jardins de l'hôtel de Beauvau.

Menant à l'immeuble Lamartine[Quoi ?] et comportant les services de restauration du ministère, ce hall rend hommage à l'écrivaine George Sand, qui avait travaillé au sein du ministère, lorsqu'elle se trouvait rue de Grenelle. Le 24 mars 1848, elle écrivait à son fils Maurice : « Me voilà déjà occupée comme un homme d'État. J'ai fait deux circulaires gouvernementales aujourd'hui, une pour le ministère de l'Instruction publique, une pour le ministère de l'Intérieur ».

## Cinéma et télévision
- Dans le film Hibernatus, la scène où Hubert de Tartas (Louis de Funès) est censé  rentrer au ministère de l'Intérieur n'a pas été filmée à l'hôtel de Beauvau, mais à l'hôtel de ville de Versailles.
- Les appartements du ministre de l'Intérieur ont été visibles au public à la télévision lors d'un reportage de l'émission Envoyé spécial intitulée Cécilia Sarkozy : une femme à l'Intérieur alors que son mari Nicolas Sarkozy était en poste au ministère.